# Miguel Espinós
Miguel Espinós Curto (ur. 12 stycznia 1947 w Tivenys, zm. 16 marca 2006 w Badalonie) – hiszpański kolarz torowy, dwukrotny medalista torowych mistrzostw świata.

## Kariera
Pierwszy sukces w karierze Miguel Espinós osiągnął w 1974 roku, kiedy zdobył brązowy medal w wyścigu ze startu zatrzymanego amatorów podczas mistrzostw świata w Montrealu. W zawodach tych wyprzedzili go jedynie Jean Breuer z RFN oraz Holender Martin Venix. W tej samej konkurencji wywalczył również srebrny medal na mistrzostwach świata w Liège w 1975 roku, ulegając jedynie Gaby’emu Minneboo z Holandii. Ponadto w 1972 roku wystartował na igrzyskach olimpijskich w Monachium, gdzie rywalizację w indywidualnym wyścigu na dochodzenie zakończył na 17. pozycji.